# Zaraszów-Kolonia
Zaraszów-Kolonia – wieś w Polsce położona w województwie lubelskim, w powiecie lubelskim, w gminie Bychawa.
W latach 1975–1998 miejscowość administracyjnie należała do ówczesnego województwa lubelskiego.
Wieś stanowi sołectwo gminy Bychawa. Według Narodowego Spisu Powszechnego z roku 2011 wieś liczyła 224 mieszkańców.
Wierni Kościoła rzymskokatolickiego należą do parafii św. Jana Chrzciciela i św. Franciszka z Asyżu w Bychawie.

## Zabytki
Według rejestru zabytków Narodowego Instytutu Dziedzictwa na listę zabytków wpisane są obiekty:
- Cmentarz wojenny w Zaraszowie-Kolonii, nr rej.: A/1073 z 9.10.1992